# Kurt Veth
Kurt Veth (* 1930; † 18. November 2012 in Dresden) war ein deutscher Regisseur und Drehbuchautor.

## Leben
Kurt Veth war als Theaterregisseur unter anderem am Maxim-Gorki-Theater in Berlin tätig. Ab Mitte der 1960er Jahre war er als Regisseur für das Fernsehen der DDR tätig, ab Mitte der 1970er Jahre auch als Drehbuchautor. Gelegentlich trat er auch als Darsteller in Erscheinung.
Unter seinen Filmarbeiten hat die fünfteilige Luther-Serie zum 500. Geburtstag Martin Luthers besondere Bedeutung. Seine letzte Fernseharbeit war ein Film über Thomas Müntzer im Jahr 1989. In den folgenden Jahren arbeitete Veth weiter an verschiedenen Theatern.
Veth lehrte als Professor an der Hochschule für Schauspielkunst „Ernst Busch“ Berlin, die er zeitweise als Rektor leitete. Seit November 1978 arbeitete Veth als IM „Nowotny“ mit dem Ministerium für Staatssicherheit zusammen. Er berichtete über Theater, an denen er tätig war, und informierte den Staatssicherheitsdienst bis 1989 über Studierende und Beschäftigte der Hochschule für Schauspielkunst.
Zeitweise war Veth mit Heidemarie Wenzel verheiratet. Die Ehe wurde später geschieden. In zweiter Ehe war er mit Vera Naumann verheiratet. Sein Grab befindet sich im Urnenhain Tolkewitz.

## Filmographie
- 1964: Rote Rosen für mich (Regie)
- 1966: Die Tage der Commune (Theateraufzeichnung) (Fernsehregie)
- 1970: Ein Strauß roter Rosen (Regie)
- 1974: Die Mission (Regie, Drehbuch)
- 1976: Sein letzter Fall (Regie)
- 1977: Goldene Zeiten – Feine Leute (Regie)
- 1977: Auftrag: Überleben (Regie, Drehbuch)
- 1978: Fragen an einen alten Mann (Regie)
- 1981: Überblickt man die Jahre (Regie, Drehbuch)
- 1982: Romanze mit Amélie (Schauspieler)
- 1983: Martin Luther, fünfteilige Fernsehserie (Regie, Drehbuch)
- 1989: Ich, Thomas Müntzer, Sichel Gottes (Regie)

## Hörspiele
- 1966: Bertolt Brecht: Das Verhör des Lukullus – Regie (Hörspiel – Rundfunk der DDR)
- 1969: Bertolt Brecht: Der Ozeanflug – Regie mit Tilo Medek (Rundfunk der DDR)

## Theater (Regie)
- 1960: Bertolt Brecht nach Maxim Gorki: Die Mutter (Theater der Stadt Brandenburg)
- 1968: Seán O’Casey: Der Stern wird rot (Maxim-Gorki-Theater Berlin)
- 1985: Swetlana Alexijewitsch: Der Krieg hat kein weibliches Gesicht (Theater im Palast)